# Saint Tail
 (août 2024).
Si vous disposez d'ouvrages ou d'articles de référence ou si vous connaissez des sites web de qualité traitant du thème abordé ici, merci de compléter l'article en donnant les références utiles à sa vérifiabilité et en les liant à la section « Notes et références ».
 (novembre 2021).
La mise en forme du texte ne suit pas les recommandations de Wikipédia : il faut le « wikifier ».
Les points d'amélioration suivants sont les cas les plus fréquents. Le détail des points à revoir est peut-être précisé sur la page de discussion.
- Les titres sont pré-formatés par le logiciel. Ils ne sont ni en capitales, ni en gras.
- Le texte ne doit pas être écrit en capitales (les noms de famille non plus), ni en gras, ni en italique, ni en « petit »…
- Le gras n'est utilisé que pour surligner le titre de l'article dans l'introduction, une seule fois.
- L'italique est rarement utilisé : mots en langue étrangère, titres d'œuvres, noms de bateaux, etc.
- Les citations ne sont pas en italique mais en corps de texte normal. Elles sont entourées par des guillemets français : « et ».
- Les listes à puces sont à éviter, des paragraphes rédigés étant largement préférés. Les tableaux sont à réserver à la présentation de données structurées (résultats, etc.).
- Les appels de note de bas de page (petits chiffres en exposant, introduits par l'outil «  Source ») sont à placer entre la fin de phrase et le point final[comme ça].
- Les liens internes (vers d'autres articles de Wikipédia) sont à choisir avec parcimonie. Créez des liens vers des articles approfondissant le sujet. Les termes génériques sans rapport avec le sujet sont à éviter, ainsi que les répétitions de liens vers un même terme.
- Les liens externes sont à placer uniquement dans une section « Liens externes », à la fin de l'article. Ces liens sont à choisir avec parcimonie suivant les règles définies. Si un lien sert de source à l'article, son insertion dans le texte est à faire par les notes de bas de page.
- La présentation des références doit suivre les conventions bibliographiques. Il est recommandé d'utiliser les modèles {{Ouvrage}}, {{Chapitre}}, {{Article}}, {{Lien web}} et/ou {{Bibliographie}}. Le mode d'édition visuel peut mettre en forme automatiquement les références.
- Insérer une infobox (cadre d'informations à droite) n'est pas obligatoire pour parachever la mise en page.

Pour une aide détaillée, merci de consulter Aide:Wikification.
Si vous pensez que ces points ont été résolus, vous pouvez retirer ce bandeau et améliorer la mise en forme d'un autre article.
Saint Tail (盗セイント・テール, Kaitō Seinto Tēru) est un manga du genre shōjo magical girl écrit et illustré par Megumi Tachikawa. L'histoire est centrée sur Meimi Haneoka, une fille de quatorze ans qui mène une vie comme n'importe quelle autre fille de son âge, sauf que la nuit, elle devient la voleuse qualifiée, Saint Tail, avec la bénédiction de Dieu pour elle.
Le manga a commencé à être publié en juin 1995 dans le magazine japonais Nakayoshi de l'éditeur Kōdansha. Près de deux ans plus tard, en avril 1997, la publication du manga a pris fin avec son septième volume, compilant vingt-quatre chapitres des six premiers volumes et trois chapitres spéciaux du septième volume. En parallèle, le studio d'animation Tokyo Movie Shinsha a réalisé une adaptation anime de l'œuvre. Réalisé par Osamu Nabeshima, il a été diffusé au Japon sur la chaîne de télévision ABC du 12 octobre 1995 au 12 septembre 1996.

## Synopsis
L'histoire nous raconte les aventures de Meimi Haneoka, une élève de l'établissement catholique privé St. Paulia. Cependant, Meimi a une double vie : lycéenne de jour, et de nuit elle devient la redoutable voleuse et magicienne Saint Tail, une mystérieuse justicière qui vole des objets pour les remettre à leur véritable propriétaire. Elle est aidée par son amie Seira, une apprentie sœur, qui s'occupe de l'église de l'établissement après les cours.
Seira reçoit beaucoup de confidence de la part des fidèles qui viennent prier, souvent des personnes à qui on a dérobé un objet précieux. C'est alors que la mission est lancée : Chaque nuit avec l'aide de Seira, Saint Tail se donne pour mission de voler ces objets et les rendre à leurs véritables propriétaires.
Cependant, l'inspecteur Asuka ainsi que son fils Asuka Jr. l'attendent de pied ferme à chacune des apparitions de Saint Tail. La situation est encore plus embarrassante étant donné que Asuka Jr. est dans la même classe que Meimi, et que son charme ne la laisse pas indifférente.

## Personnages principaux
Meimi Haneoka (丘芽美, Haneoka Meimi) / Saint Tail (セイントテール, Seinto Teiru) / Voix japonaise : Tomo Sakurai
Jeune lycéenne de 14 ans, Meimi est une fille joyeuse et gentille, elle a tendance à beaucoup se disputer avec son camarade de classe Asuka Jr. Sa meilleure amie est Seira Mimori. Apparemment, il n'y a rien de suspect chez cette fille, jusqu'à ce que la nuit tombe et qu'elle devienne la mystérieuse voleuse Saint Tail, qui avec l'aide de son amie, accepte les cas et les problèmes des gens et au nom de Dieu les aide dans le problème auquel font face, la plupart du temps pour récupérer un objet perdu.
Daiki Asuka Jr. (飛鳥大貴, Asuka Daiki) / Asuka Jr. (アスカ Ｊｒ) / Voix japonaise : Kōsuke Okano
Jeune lycéen de 14 ans, il est l'un des meilleurs élèves de sa classe. Appelé Asuka Jr. par ses camarades de classe, Daiki Asuka est le fils du détective Tomoki Asuka. Son père n'a jamais pu attraper Saint Tail et ne place donc aucune urgence sur la capture de cette redoutable voleuse. De son côté, obsédé par Saint Tail, Asuka Jr. prévoit de surpasser son père en se donnant tous les moyens possibles pour l'attraper.